# Афслютдейк

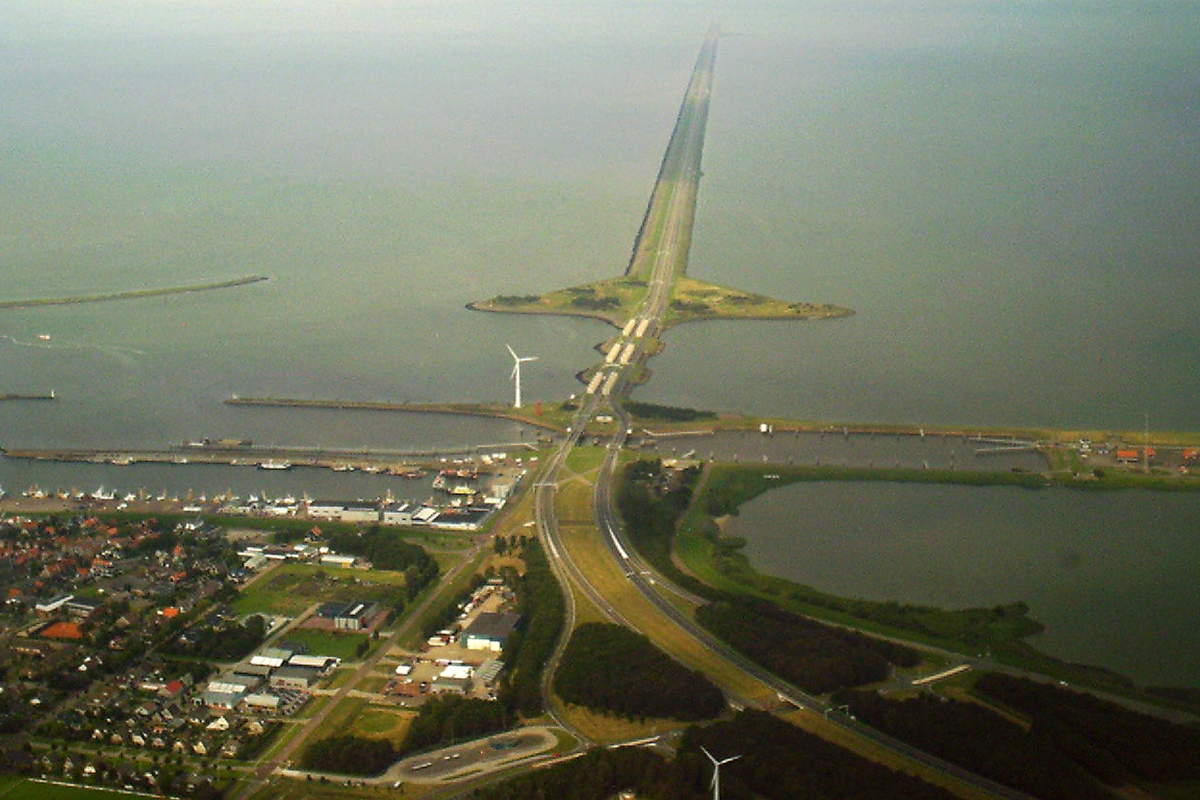
Гребля Афслютдейк, з лівого боку затока Ваддензе, з правого — озеро Ейсселмер

53°00′00″ пн. ш. 5°10′00″ сх. д. / 53° пн. ш. 5.1666666666667° сх. д.
Афслютдейк (нід. Afsluitdijk — «закриваюча гребля») — дамба довжиною 30 км, розташована в Нідерландах між населеними пунктами Ден-Увер (провінція Північна Голландія) та Зюрих (провінції Фрисландія). Побудована в 1927—1933 роках у рамках проєкту «Зейдерзе», дамба відгородила затоку Зейдерзе від Північного моря і перетворила його на прісноводне озеро Ейсселмер. Ширина дамби становить 90 м, початкова висота — 7,25 м над рівнем моря, ухил стін — 25 %. По греблі проходить шосе A7 (європейське шосе E22) та велосипедна доріжка. Довжина дороги між Ден-Увером і Зюрихом — 32 км.
Мета споруди Афслютдейк — захист від повеней внутрішніх територій країни. Дамба запобігла частині наслідків повені 1953, не давши їй затопити узбережжя озера Ейсселмер.

## Будівництво

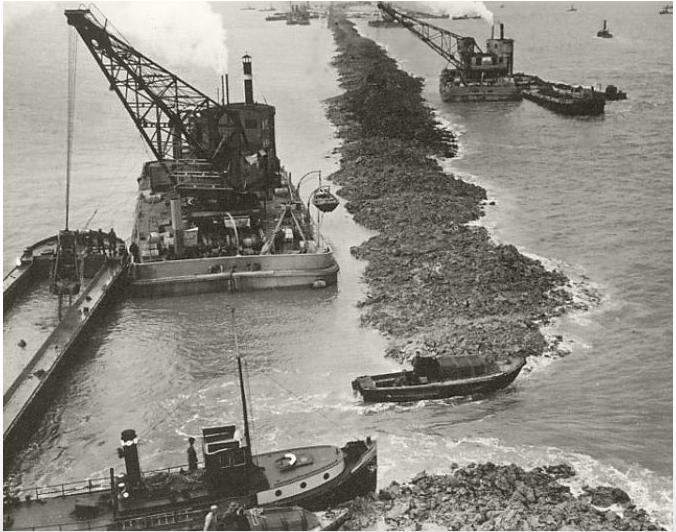
Будівництво Афслютдейк

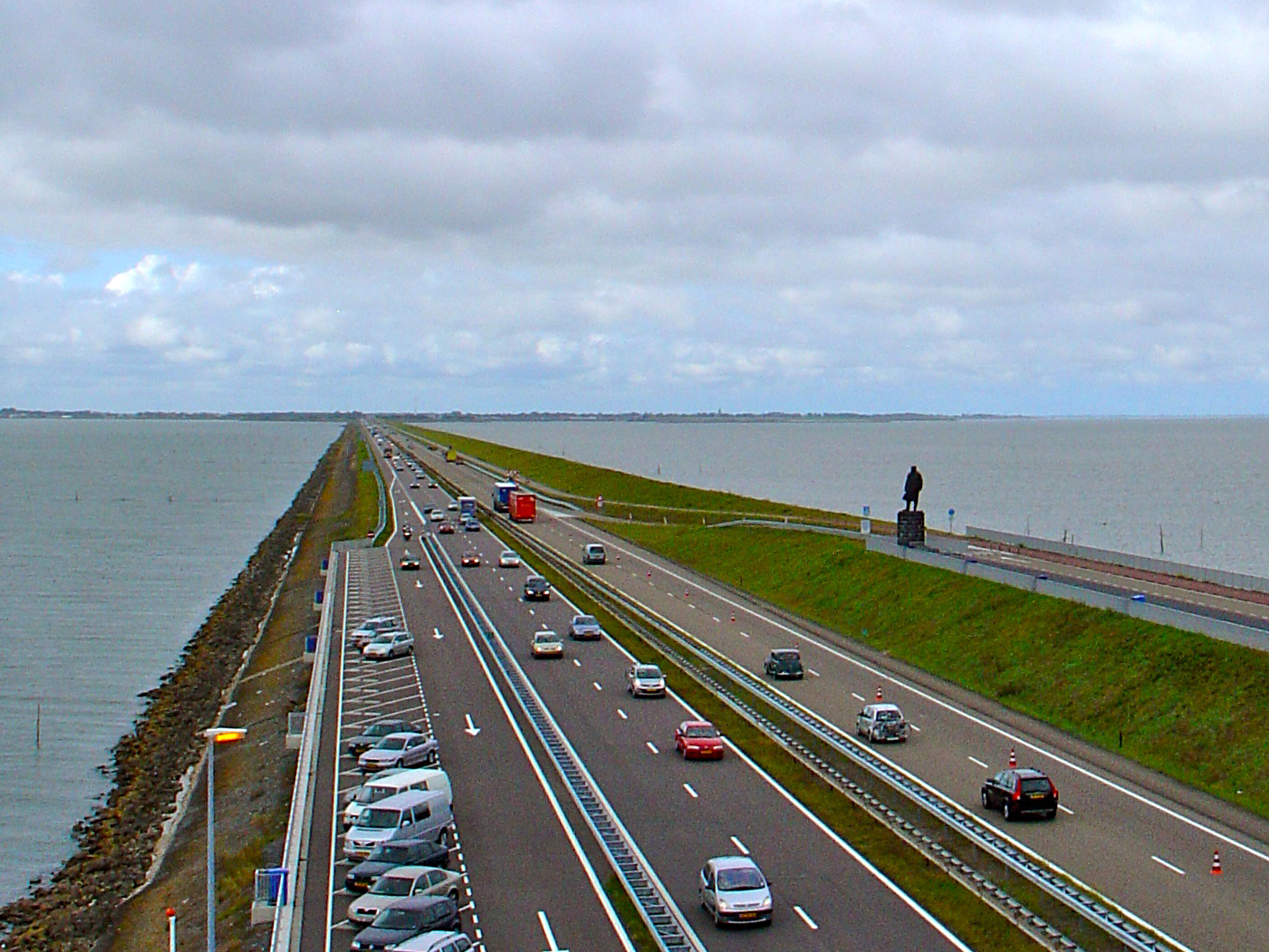
Пам'ятник Корнелісу Лелі на Афслютдейку

План дамби та осушення Зейдерзеє був розроблений голландським інженером Корнелісом Лелі ще у 1891 році. Втілити план зважилися тільки в 1913 році, проте в 1914 році почалася Перша світова війна, яка поставила хрест на його реалізації. У ході війни в Нідерландах усвідомили важливість мати власні ресурси продовольства (голландські гавані легко блокувалися), а для цього були потрібні нові землі. Коли в 1916 році на країну обрушилася величезна припливна хвиля, стали очевидні всі переваги задуму Лелі.
Будівництво почалося в чотирьох точках: з протилежних кінців і на двох спеціально створених для цього островах Корнвердерзанд і Брезанд. Для основи греблі використовувалися валуни, які виявилися більш придатним матеріалом ніж пісок або глина, причому витягувалися вони з дна затоки в процесі днопоглиблювальних робіт.
Кораблі звалювали камені двома паралельними грядами, після чого між ними засипався пісок, який також засипався камінням. Потім дамба посилювалася базальтовими камінням, а на завершення дамба була досипана піском і покрита шаром ґрунту, на якому була висаджена трава.
Процес будівництва просувався швидше, ніж очікувався, однак були й свої труднощі — у трьох місцях по ходу розташування греблі знаходилися більш глибокі підводні жолоби, де припливні течії були найбільш сильними. У результаті на два роки раніше запланованого, 28 травня 1932 року була перекрита остання протока, і затока Зейдерзеє перетворилася в поки що ще солоне озеро Ейсселмер. Сама гребля була відкрита 25 вересня 1933 року, після досягнення необхідної висоти і прокладання автомобільної дороги.
Біля Ден-Увера, на місці, де 28 травня 1932 року було засипалано останній отвір в дамбі під час її будівництва, в 1933 році було зведено пам'ятник, який спроєктував Віллем Марінус Дудок.. Загальний обсяг використаних матеріалів оцінюється в 23 млн м³ піску та 13,5 млн м³ кругляків, які 4-5 тис. робочих помістили на дно моря за декілька років.

## Шлюзи

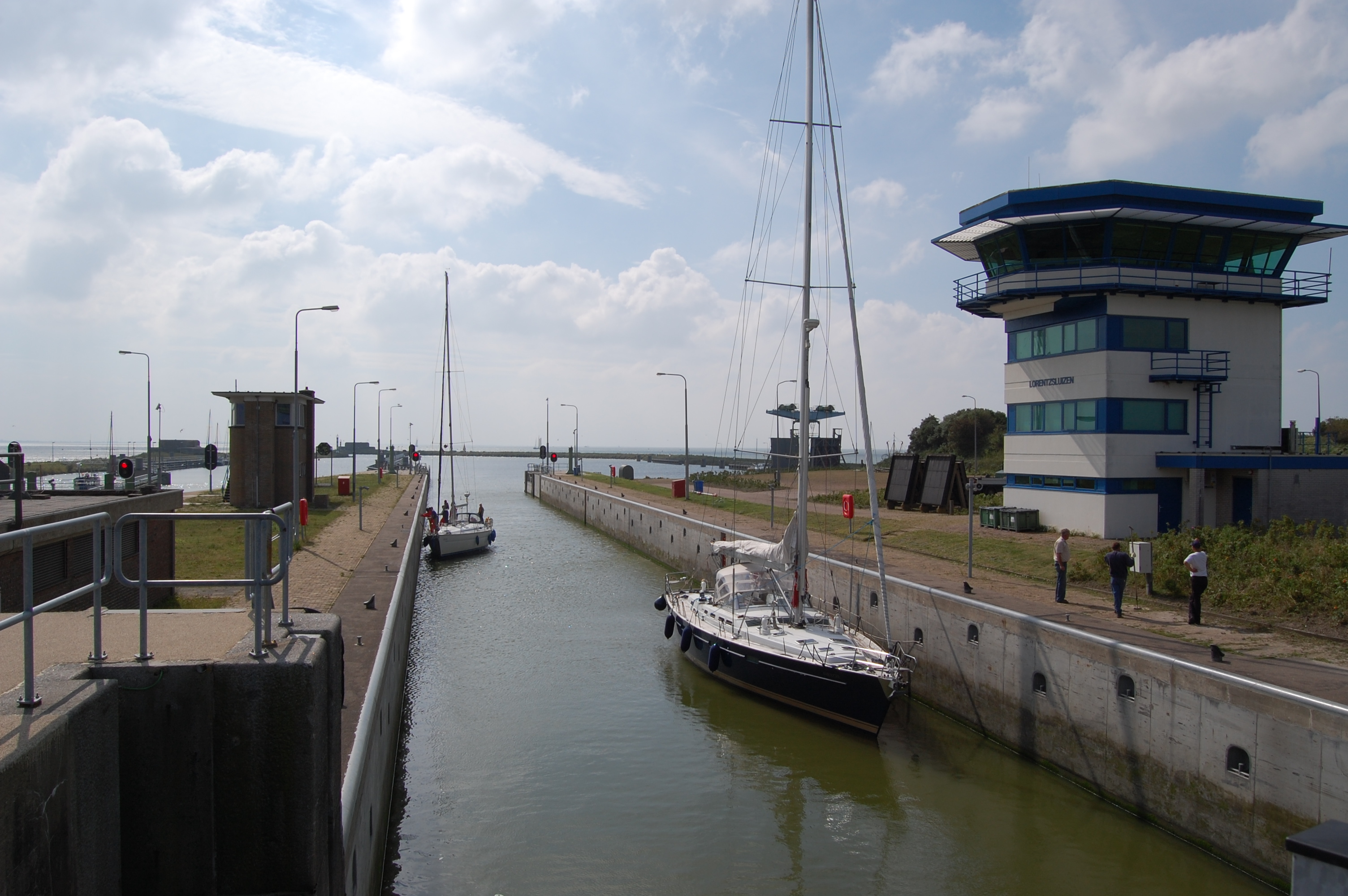
Лоренцшлюзен

Південний комплекс дамби в Дер-Увері має у своєму складі суднохідний шлюз Стевінслюзен (нід. Stevinsluizen), названий на честь Генріка Стевіна, сина відомого математика та інженера Саймона Стевіна, який першим висунув ідею відгородити Зейдерзе дамбою ще в 1667 році, а також три серії з п'яти шлюзів для скидання води з озера Ейсселмер у Ваттове море.
Північний комплекс (в Корнвердензанді) складається з двох наборів по 5 водовідвідних шлюзів, а також з судноплавного Лоренцслюзен (Lorentzsluizen), названого на честь фізика Генріка Лоренца, який зробив розрахунки припливних ефектів для побудови дамби. Періодичне скидання води з озера в море потрібно через те, що Ейсселмер поповнюється кількома річками, зокрема річкою Ейссел, а також для дренажу польдерів.

## Цікаві факти
- 15 серпня 2006 року нідерландський гонщик Формули-1 Роберт Дорнбос встановив рекорд швидкості для автомобілів Формули-1 на звичайній міській трасі — він розігнався на шосе, що проходить по дамбі до 326 км/год[1].
- У 2007 році на честь 75-річчя Афслютдейка (1932—2007) були випущені срібні і золоті монети номіналом 5 і 10 євро.